# Mehdi Talbi

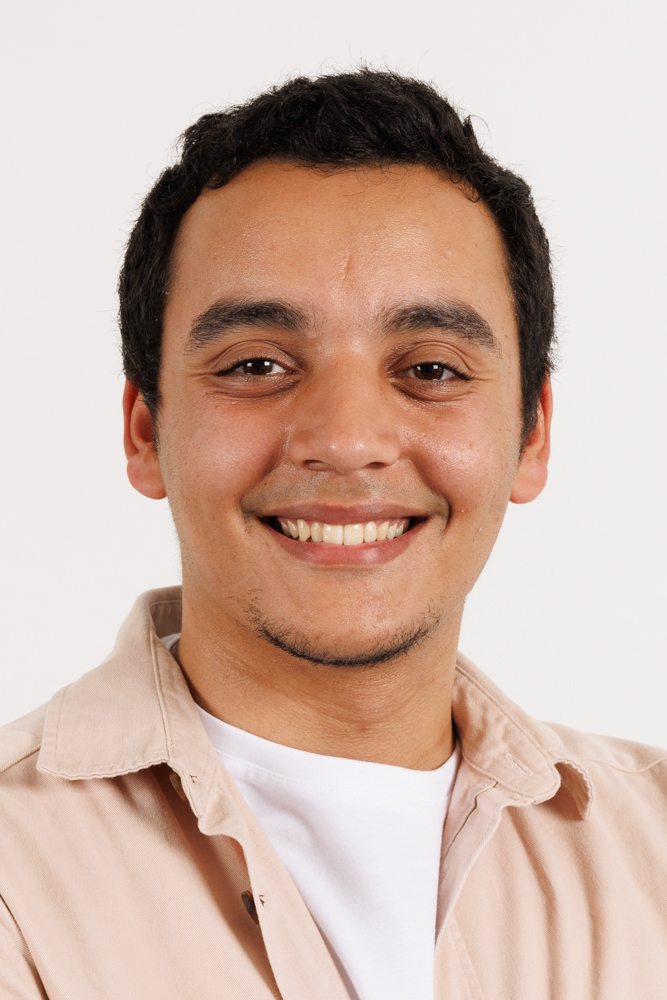
Mehdi Talbi

Mehdi Talbi (Elsene, 28 januari 2000) is een Belgisch politicus voor de marxistische partij PVDA-PTB.

## Biografie
Talbi, die van Marokkaanse afkomst is, studeerde in 2024 af als sociaal assistent en liep stage op de dienst energie en schuldbemiddeling van het OCMW van Brussel. Ook werkte hij als jobstudent in de horeca en de schoonmaak voor het openbaarvervoerbedrijf MIVB en uitzendbureaus.
Hij werd politiek actief voor de PVDA-PTB en werd voor deze partij in juni 2024 op 24-jarige leeftijd verkozen in het Brussels Hoofdstedelijk Parlement. Hij behoorde daarmee samen met zijn partijgenoten Octave Daube en Manon Vidal tot de jongste leden van het Brussels Parlement in de legislatuur 2024-2029.